# Korson Veto 2017-2018
Questa voce raccoglie le informazioni riguardanti il Korson Veto nelle competizioni ufficiali della stagione 2017-2018.

## Organigramma societario
Area direttiva
- Presidente: Ari Koskenoja

Area tecnica
- Allenatore: Ismo Tuominen
- Scoutman: Satu Lehto

## Rosa
| N° | Nome            | Ruolo | Data di nascita   | Nazionalità sportiva |
| -- | --------------- | ----- | ----------------- | -------------------- |
| 1  | Alpár Szabó     | C     | 27 luglio 1990    | Ungheria             |
| 2  | Lassi Nurminen  | C     | 1º settembre 1994 | Finlandia            |
| 4  | Antti Vallin    | O     | 5 aprile 1994     | Finlandia            |
| 5  | Atte Kyrölä     | L     | 27 luglio 1988    | Finlandia            |
| 6  | Bálint Magyar   | P     | 17 dicembre 1991  | Ungheria             |
| 7  | Atte Rissanen   | C     | 7 ottobre 1997    | Finlandia            |
| 8  | Patrik Ovaska   | L     | 17 agosto 1997    | Finlandia            |
| 9  | Karl Külaots    | O     | 28 dicembre 1993  | Finlandia            |
| 10 | Kalle Kattelus  | S     | 18 ottobre 1998   | Finlandia            |
| 11 | Marko Määttänen | S     | 24 maggio 1994    | Finlandia            |
| 12 | Toni Kankaanpää | S     | 18 marzo 1984     | Finlandia            |
| 13 | Miro Määttänen  | S     | 17 giugno 1996    | Finlandia            |
| 14 | Amarildo Deliu  | P     | 30 luglio 1995    | Albania              |
| 16 | Juho Kaunisto   | S     | 24 giugno 1998    | Finlandia            |
| 17 | Matti Suutari   | P     | -                 | Ungheria             |
| 18 | Pasi Hyvärinen  | L     | 22 novembre 1987  | Finlandia            |

## Statistiche

### Statistiche dei giocatori
| Giocatore       | L. Mestaruusliiga | L. Mestaruusliiga | L. Mestaruusliiga | L. Mestaruusliiga | L. Mestaruusliiga | Coppa di Finlandia | Coppa di Finlandia | Coppa di Finlandia | Coppa di Finlandia | Coppa di Finlandia | Totale | Totale | Totale | Totale | Totale |
| Giocatore       | P                 | PT                | AV                | MV                | BV                | P                  | PT                 | AV                 | MV                 | BV                 | P      | PT     | AV     | MV     | BV     |
| --------------- | ----------------- | ----------------- | ----------------- | ----------------- | ----------------- | ------------------ | ------------------ | ------------------ | ------------------ | ------------------ | ------ | ------ | ------ | ------ | ------ |
| A. Deliu        | 28                | 16                | 4                 | 4                 | 8                 | 1                  | 0                  | 0                  | 0                  | 0                  | 29     | 16     | 4      | 4      | 8      |
| P. Hyvärinen    | 18                | 0                 | 0                 | 0                 | 0                 | -                  | -                  | -                  | -                  | -                  | 18     | 0      | 0      | 0      | 0      |
| T. Kankaanpää   | 33                | 331               | 296               | 22                | 13                | 1                  | 14                 | 12                 | 1                  | 1                  | 34     | 345    | 308    | 23     | 14     |
| K. Kattelus     | 8                 | 2                 | 0                 | 0                 | 2                 | 0                  | 0                  | 0                  | 0                  | 0                  | 8      | 2      | 0      | 0      | 2      |
| J. Kaunisto     | 17                | 22                | 12                | 8                 | 2                 | 1                  | 3                  | 1                  | 0                  | 2                  | 18     | 25     | 13     | 8      | 4      |
| K. Külaots      | 32                | 361               | 324               | 23                | 14                | 1                  | 2                  | 1                  | 1                  | 0                  | 33     | 363    | 325    | 24     | 14     |
| A. Kyrölä       | 28                | 93                | 79                | 2                 | 12                | -                  | -                  | -                  | -                  | -                  | 28     | 93     | 79     | 2      | 12     |
| Marko Määttänen | 19                | 12                | 11                | 0                 | 1                 | -                  | -                  | -                  | -                  | -                  | 19     | 12     | 11     | 0      | 1      |
| Miro Määttänen  | 32                | 453               | 376               | 41                | 36                | 1                  | 5                  | 4                  | 0                  | 1                  | 33     | 458    | 380    | 41     | 37     |
| B. Magyar       | 28                | 56                | 26                | 13                | 17                | 1                  | 2                  | 2                  | 0                  | 0                  | 29     | 58     | 28     | 13     | 17     |
| L. Nurminen     | 32                | 257               | 218               | 30                | 9                 | 1                  | 5                  | 5                  | 0                  | 0                  | 33     | 262    | 223    | 30     | 9      |
| P. Ovaska       | 3                 | 0                 | 0                 | 0                 | 0                 | 1                  | 0                  | 0                  | 0                  | 0                  | 4      | 0      | 0      | 0      | 0      |
| A. Rissanen     | 26                | 48                | 35                | 9                 | 4                 | 1                  | 1                  | 1                  | 0                  | 0                  | 27     | 49     | 36     | 9      | 4      |
| M. Suutari      | 4                 | 0                 | 0                 | 0                 | 0                 | -                  | -                  | -                  | -                  | -                  | 4      | 0      | 0      | 0      | 0      |
| A. Szabó        | 33                | 296               | 197               | 88                | 11                | 1                  | 8                  | 7                  | 0                  | 1                  | 34     | 304    | 204    | 88     | 12     |
| A. Vallin       | 30                | 199               | 168               | 16                | 15                | 1                  | 9                  | 8                  | 1                  | 0                  | 31     | 208    | 176    | 17     | 15     |

P = presenze; PT = punti totali; AV = attacchi vincenti; MV = muri vincenti; BV = battute vincenti